# Animalistički roman
Animalistički roman je vrsta romana u kojem se životinje prikazuje kao zaštitnici zajednica. Obožavanje zaštitnika je glavna tema u romanu. Vrlo često animalistički roman u životnim problemima životinje prenesenim značenjem nositelj je čovjekovih misli,osjećaja i maštanja.
Animalizam je obožavanje duha životinje kao zaštitnika zajednice-